# Torchio tipografico

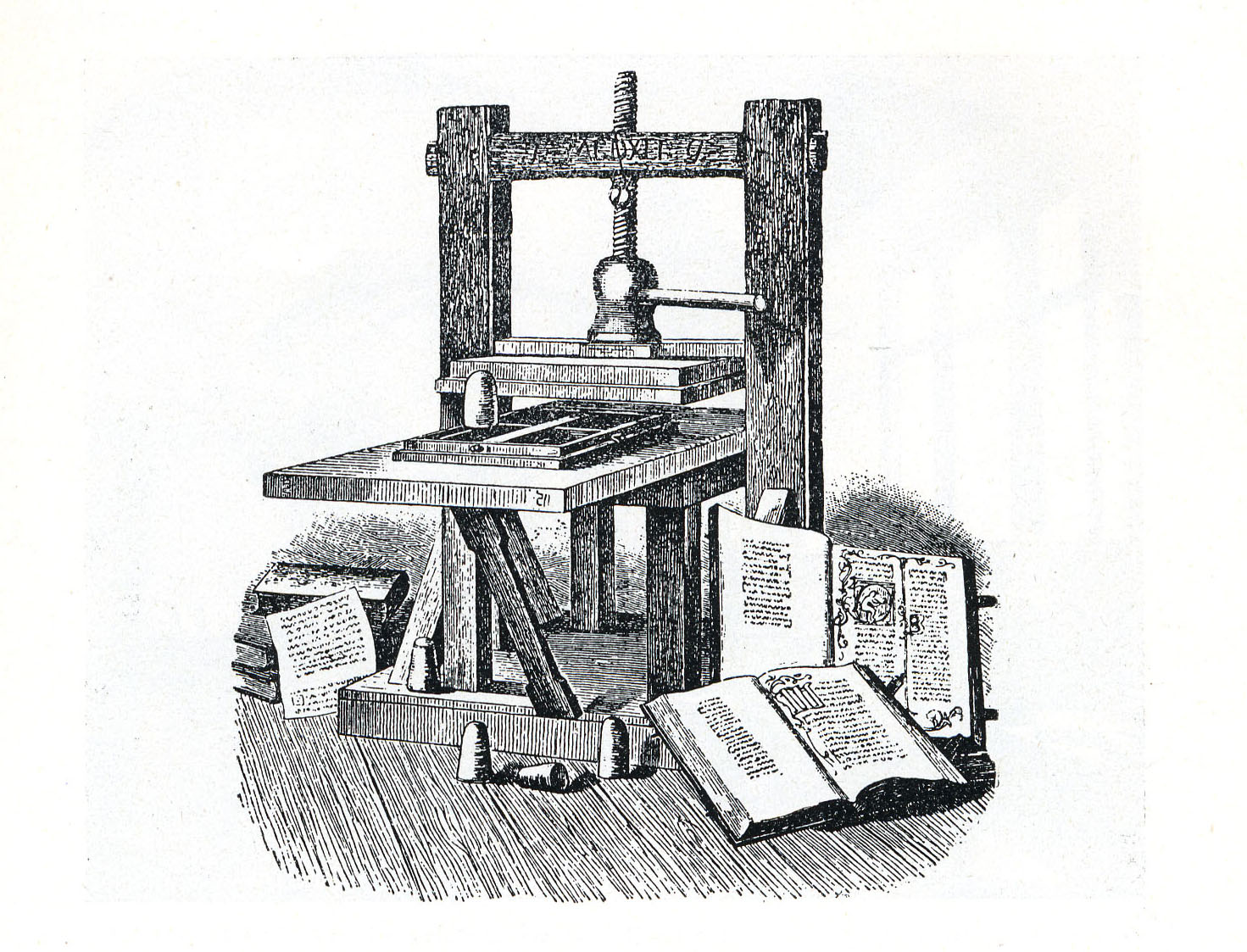
Torchio tipografico di Gutenberg (ricostruzione).

Il torchio tipografico è lo strumento che consente di stampare su carta i tipi di carattere da una matrice che solitamente è inserita in un telaio (forma) per registrarne la posizione.
Il torchio tipografico fu introdotto alla metà del XV secolo da Johannes Gutenberg, insieme ai caratteri mobili. Con esso furono stampati libri e giornali fino all'avvento della macchina a pressione rotativa.

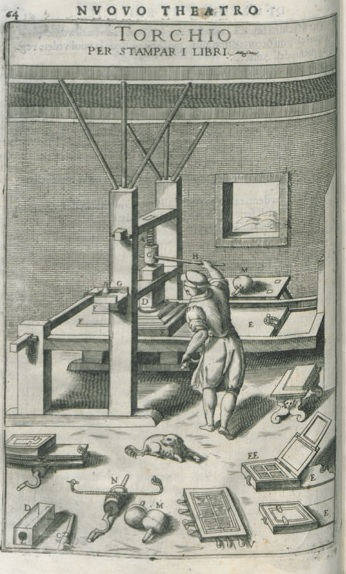
Torchio in una rappresentazione del XVII secolo.

## Descrizione

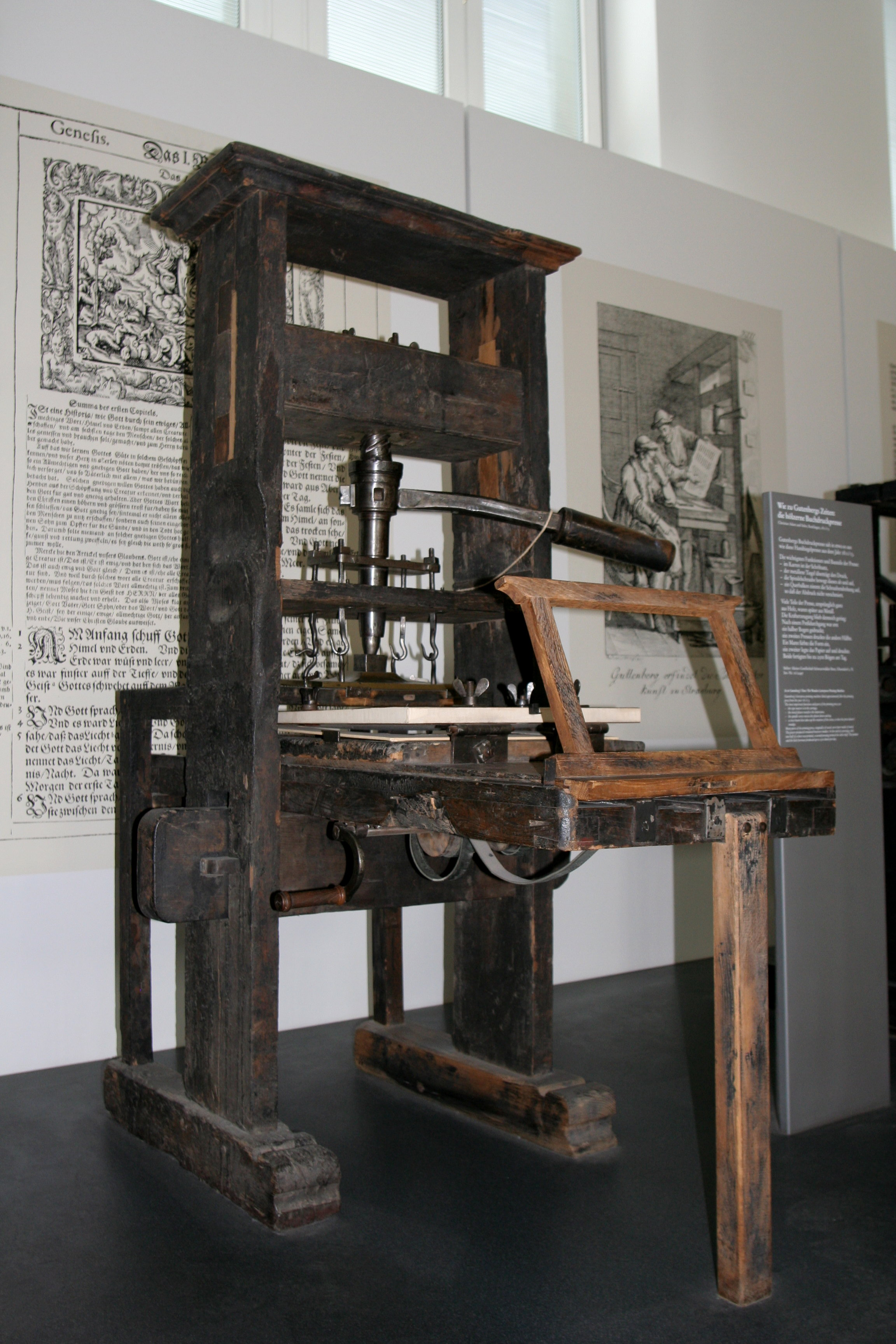
Torchio tipografico del 1811 (si noti il timpano alzato).

Il sistema ricordava il torchio xilografico ma poteva essere ricavato da macchinari, quali il torchio vinario, che attivano una pressione verticale. Originariamente, infatti, il suo funzionamento era simile a quello per le spremiture. Il torchio tipografico era formato da quattro elementi:
- carrello mobile: su di esso si appoggiano la forma di stampa e il foglio di carta;
- platina: è il piano di stampa; nel torchio è il piatto metallico superiore. Pressata uniformemente sul foglio, ne causa l'inchiostratura;
- timpano: è una cornice di legno. Sorregge un foglio di pergamena che si interpone tra la carta e la platina; tiene bloccato il foglio di carta;
- vite: azionata da una leva o barra, spinge in basso la platina, che si abbassa sul timpano.

Il timpano è montato su una rotaia che permette di spostarlo in avanti, fin sotto la platina, o all'indietro, per estrarre la pagina già stampata. La forma inchiostrata si trova sotto la platina con i caratteri rivolti verso l'alto.
Il torchio tipografico è azionato da due persone: il battitore, che inchiostra, e il torcoliere (o tiratore), che aziona la macchina. 

## Esecuzione di una stampa

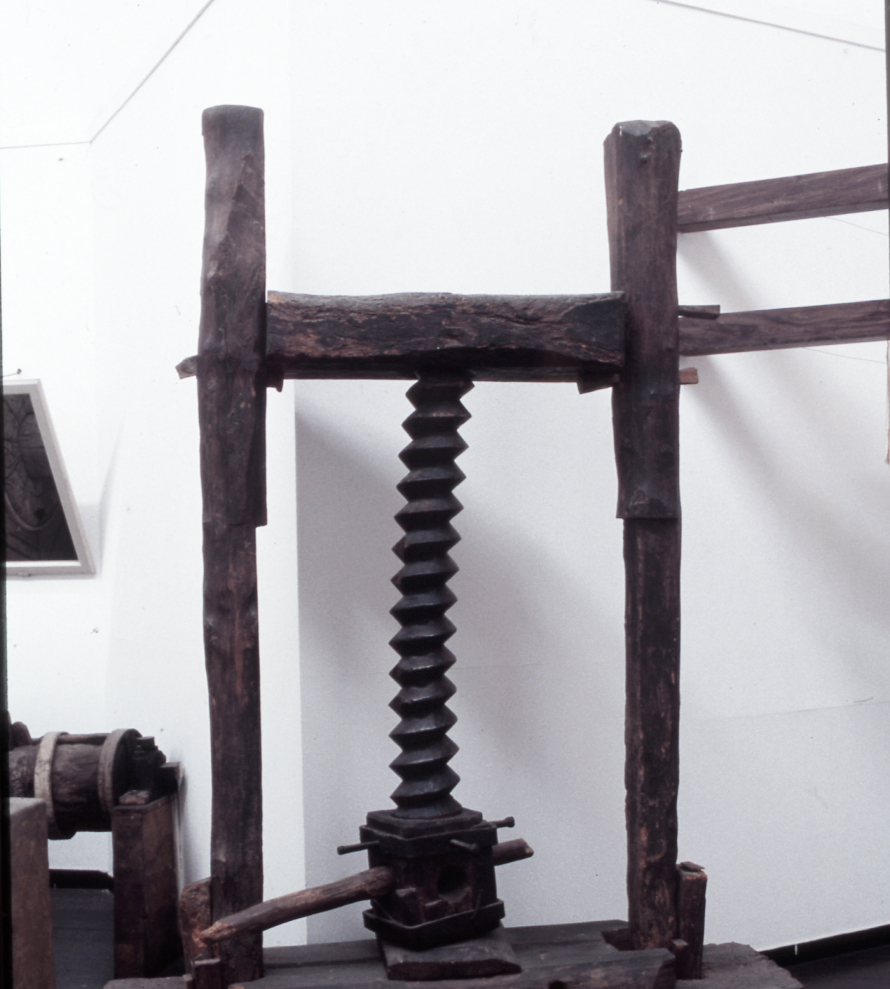
Torchio proveniente dalla Cartiera Amatruda di Amalfi, esposto al Museo nazionale della scienza e della tecnologia Leonardo da Vinci.

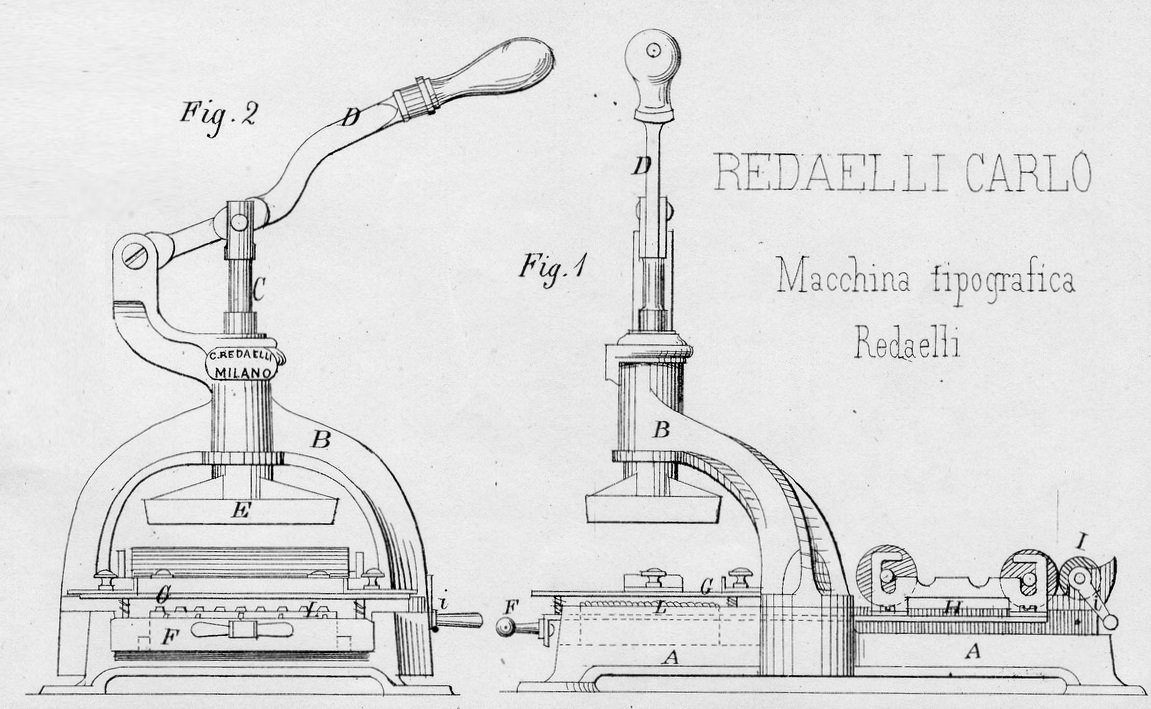
Macchina tipografica Redaelli, 1877

Per ottenere una stampa è necessario procedere come segue:
1. La forma in piombo viene sistemata sul carrello mobile. Il battitore la inchiostra.
2. Il torcoliere prende la pagina da stampare e la posiziona sul timpano. Poi fa scorrere il carrello in avanti fino a quando il timpano è esattamente sotto alla platina (il piano di stampa).
3. Il torcoliere aziona la barra del torchio. Il piano di stampa si abbassa sul timpano. A causa della forte pressione, l'inchiostro si trasferisce sulla pagina.

Dopo la stampa, il torcoliere alza la barra e, tramite un sistema di corde attaccato a un molinello, fa scivolare indietro il carrello che sorregge il timpano. Quindi solleva il timpano, estrae il foglio di carta e lo mette ad asciugare, prima di riutilizzarlo per la seconda impressione (dopo aver stampato il recto, stampa il verso).
Intanto il battitore inchiostra nuovamente la forma, la circonda con un telaio leggero detto "fraschetta" che sorregge una cornice di carta per impedire di sporcare i fogli di carta con i bordi della forma. Il timpano riceve un nuovo foglio di carta e viene richiuso, il forziere è posto nuovamente in posizione sotto la platina e il torcoliere tira la barra.
Per evitarne la rotazione, anche parziale, la platina, non è montata direttamente all'estremità della vite ma su una sorta di scatola, detta "bussola". Quindi solo l'estremità della vite è in contatto con la platina, che è sostenuta in posizione da quattro tiranti.

## Innovazioni

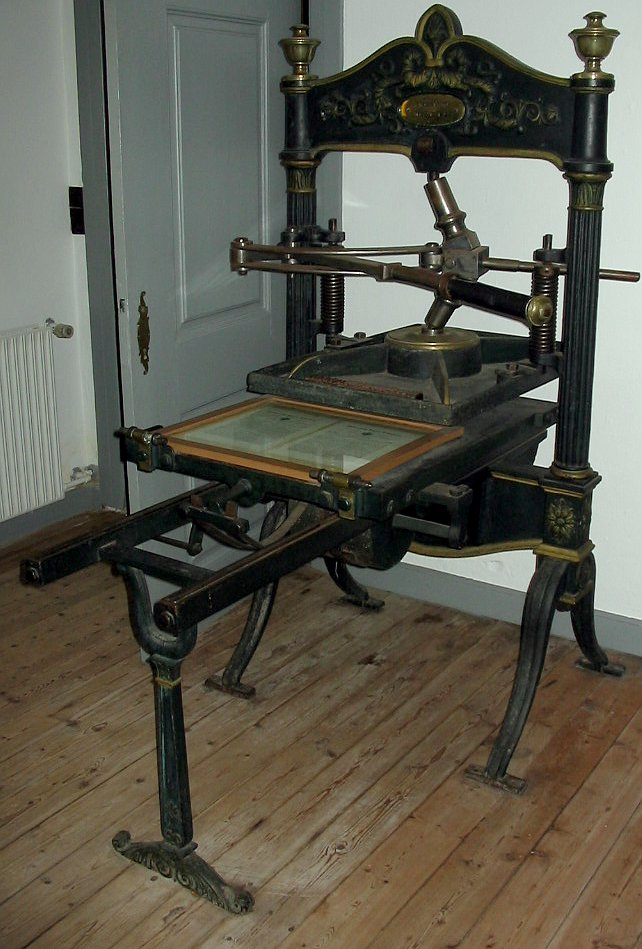
Torchio tipografico, seconda metà del XIX secolo (si noti che il timpano manca dello strato superiore di carta, qui sostituito con un vetro per ragioni espositive).

Il torchio di cui si è descritto il funzionamento è detto a "due colpi". È un'evoluzione della macchina usata da Johannes Gutenberg. L'inventore della stampa a caratteri mobili adottò un torchio molto semplice, detto a "un colpo", che fu utilizzato fin verso il 1480 e poi abbandonato.
Il torchio "a due colpi" attraversò il XVI e il XVII secolo senza subire modifiche. Un'innovazione si ebbe solo nel XVIII secolo ad opera di François-Ambroise Didot, che tra il 1777 e il 1784 migliorò la tecnica di stampa modificando la vite e costruendo una pressa migliore.

La rivoluzione industriale consentì un ulteriore sviluppo del torchio: il legno fu sostituito dal metallo, che rese i nuovi torchi più robusti dei precedenti. 
Nel 1800 Charles Stanhope, III conte di Stanhope inventò un torchio di ghisa che prese il suo nome e si diffuse in tutta Europa. In Italia fu fabbricato dalla ditta Amos Dell'Orto di Monza; il suo uso è comprovato per la prima volta nella stampa della "quarantana" de I promessi sposi di Alessandro Manzoni. La sua robustezza permise di ingrandirne le dimensioni e di stampare un'area fino a quattro volte maggiore, consentendo così di aumentare la produzione.
In alcune immagini care ai bibliofili non è raro vedere i torcolieri contratti per lo sforzo; in realtà il colpo doveva essere ben calibrato visto il rischio di spostare l'intera struttura per via di una spinta eccessiva.
Benché esistano numerosissime testimonianze di questi torchi antichi ancora funzionanti, essi sono generalmente in disuso per la scarsa produttività rispetto ai macchinari moderni. Sono tuttavia saltuariamente utilizzati nel caso di tirature limitate di edizioni speciali per appassionati.